# Astorga (Paraná)
Astorga, amtlich portugiesisch Município de Astorga, ist eine brasilianische Gemeinde im Bundesstaat Paraná. Es hat 25.475 Einwohner (2022), die Astorganoer (astorganos) genannt werden und auf einer Gemeindefläche von rund 434,8 km² leben. Sie steht an 71. Stelle der 399 Munizipien des Bundesstaates. Die Entfernung zur Hauptstadt Curitiba beträgt 420 km. Sie ist Teil der Metropolregion Maringá in Nordparaná.

## Etymologie
Der wahre Grund für den Namen Astorga liegt im Dunkeln. Zur Erklärung des Namens bietet die Gemeinde zwei Hypothesen an, die aber beide unwahrscheinlich und nicht nachvollziehbar sind. Die erste behauptet, dass der Name von dem russischen Ingenieur Wladimir Babkov der Companhia de Terras Norte do Paraná (CTNP, heutige Companhia Melhoramentos Norte do Paraná) geprägt worden sei, der zufällig mit dem Zeigefinger auf einen Globus gezeigt und Astorga im Nordwesten Spaniens erreicht hätte. Die zweite behauptet, dass der Name zu Ehren eines General Ascoot, einem der Direktoren der CTNP, geprägt wurde, der in der englischen Grafschaft Astorga geboren worden sei.

## Geschichte
Das Gebiet von Nordparaná gehörte in präcabralinischen Zeiten den Ureinwohnern der Kaingang, Xokleng und Xetá.
Zur Zeit der Provinz Paraná war es kaum erschlossen. Erst im 20. Jahrhundert wurde durch die private Kolonisierungsgesellschaft Companhia de Melhoramentos do Norte do Paraná (CMTP) 1945 die Besiedlung gestartet. Seit 1947 gehörte es als Distrito de Astorga zur Gemeinde Arapongas und erhielt durch das Staatsgesetz Nr. 790 vom 14. November 1951 und Ausgliederung aus Arapongas eigenständige Stadtrechte, die jedoch erst 1952 nach erfolgten Lokalwahlen zum Tragen kamen.

## Geographie

### Vegetation
Das Biom ist Mata Atlântica. Astorga liegt auf der dritten paranaischen Hochebene, dem Terceiro Planalto Paranaense. Der Boden ist fruchtbare Terra Roxa.

### Gewässer
Astorga liegt im Einzugsbereich des Pirapó, der nach Nordwesten zum Paranapanema fließt. Der Pirapó bildet die südliche Grenze, sein Nebenfluss Rio Bandeirantes do Norte markiert die nördliche Grenze des Munizips.

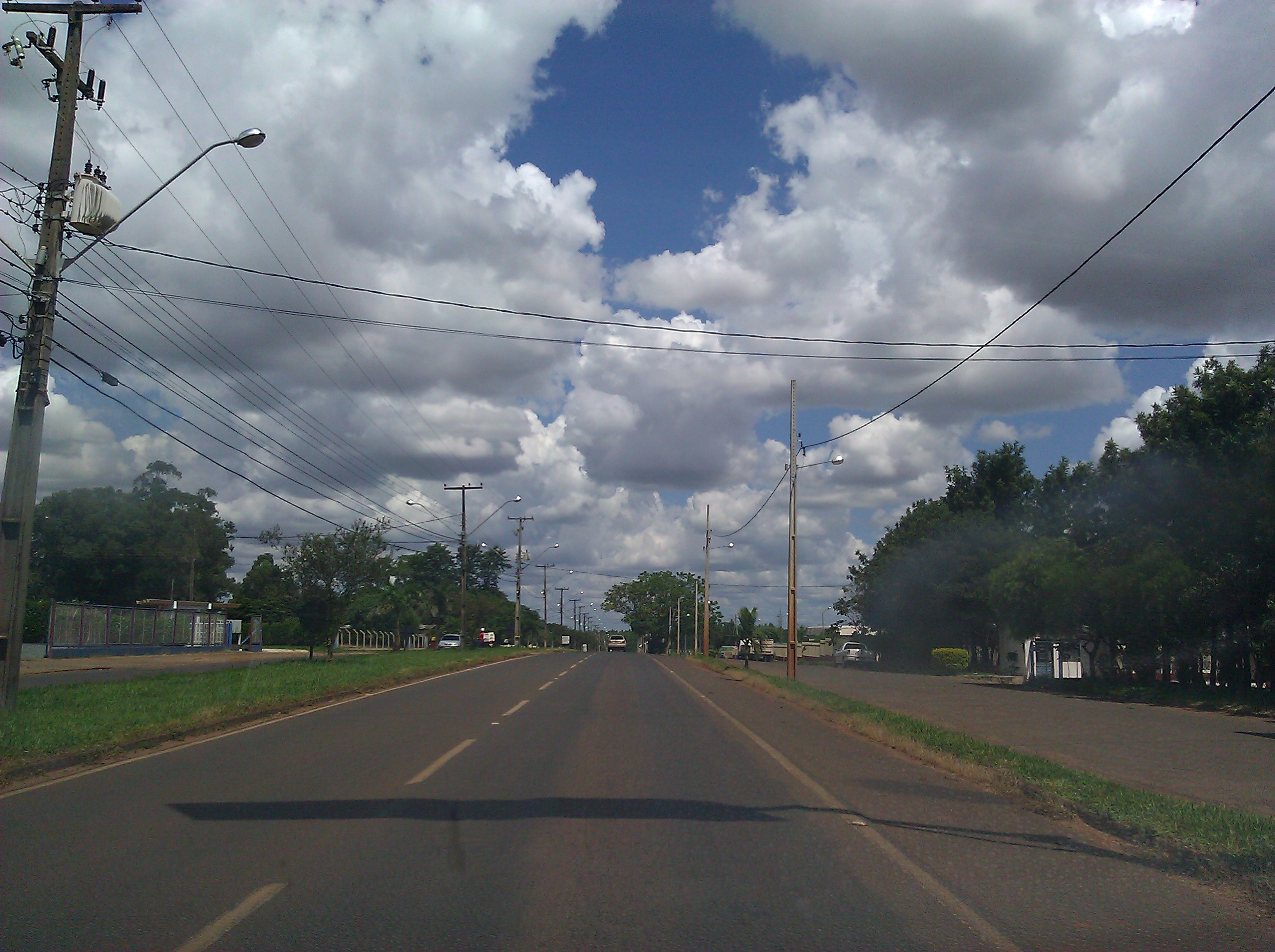
Durchfahrt durch Astorga

### Straßen
Astorga liegt an der Landesstraße PR-218 von Arapongas nach Nova Esperança. Von Jaguapitã aus ist es über die PR-454 erreichbar.

### Nachbarmunizipien
| Munhoz de Mello | Jaguapitã                                   | Sabáudia               |
| Iguaraçu        | Kompassrose, die auf Nachbargemeinden zeigt | Sabáudia, Pitangueiras |
| Maringá         | Marialva, Mandaguari                        | Cambira                |

## Söhne und Töchter
- Alex Lopes do Nascimento (* 1969), Fußballspieler
- Henik Luiz de Andrade (* 1989), Fußballspieler